# Clover Club
Clover Club (Кловер Клаб) — белорусская рок-группа, исполняющая песни на английском языке. Создана в июне 2010 года бывшими участниками минской группы Zombie Zoo

## История
Группа Clover Club была образована в 2010 году в Минске.

### 2010
Группа выпускает сингл "So Full of Clover". В ноябре состоялось первое выступление группы в клубе "Реактор" (Минск).

### 2011
В феврале 2011г. Clover Club становится «Открытием года» на Ultra-Music Awards 2010 по мнению музыкального портала «Ultra-music.com».
В марте 2011г. группа становится призером и финалистом фестиваля «Emergenza Belarus».
В конце марта 2011 музыканты заканчивают строительство своей собственной студии, где они активно репетируют, создают новый материал и занимаются записью альбома.

### 2012
В марте 2012 группа выпускает первый альбом "Random mood jukebox", получивший много отзывов как от отечественных, так и зарубежных критиков и слушателей.
Презентация альбома проходила в клубе "Ре:Паблик" (Минск).
В сентябре группа впервые выступила в Москве в фестивале "Индюшата"

### 2013
В апреле 2013 года российский портал Lenta.Ru нарекают группе звание - лучший дебют года Беларуси.
В октябре группа представила дебютный видеоклип на песню «East China Shore».

### 2014
Группа становится квартетом и презентует мини-альбом "Five Bones". Музыканты становятся номинантами музыкальной премии «Rock Profi».

## Оценки
Дмитрий Безкоровайный, основатель портала «Experty.by» в 2013 году положительно оценил группу, отметив рост её популярности после выпуска альбома 2012 года и награждений коллектива рядом премий за него.

## Дискография
- 2010, сингл "So Full of Clover"
- 2012, "Random Mood Jukebox"[9]
- 2013, сингл "NIM"
- 2014, мини-альбом "Five Bones"

## Состав
- Дмитрий Котешов – гитара, бэк-вокал;
- Наталья Куницкая – клавишные, бэк-вокал;
- Сергей Пашкевич – ударные;
- Ольга Тяшкевич – вокал, тамбурин.

## Награды
- 2012, Дебют года на музыкальной премии Rock Profi[бел.][10]
- 2012, Дебют года на премии Европейского радио для Беларуси Даём_рады[бел.]
- 2012, Альбом года по версии редакции Ultra-music.com[бел.]
- 2012, Лучший дебютный альбом по версии музыкального гида Experty.by
- 2010, Открытие года по версии портала Ultra-music.com[бел.]

## Фестивали
- 2012, Индюшата[11]
- 2013, Даём рады[бел.] 2013[12]
- 2013, Басовище[13]
- 2013, Vilnius Music Week[14]
- 2013, ПIKHIK.by[15]
- 2013, Самоход
- 2013, Relax Weekend [16]
- 2013, Inconvenient Films [17]